# Universidade Tecnológica Federal do Paraná
Univerzita Tecnológica do Paraná (Universidade Tecnológica Federal do Paraná, zkratka UTFPR) je brazilská státní univerzita se sídlem ve městě Curitiba ve spolkovém státě Paraná. Založena byla 7. října 2005 a v roce 2010 měla 1393 profesorů, studovalo zde více než 21 000 studentů. UTFPR je největší technickou univerzitou ve státě Paraná.